# Adrian Sobaru
Adrian Sobaru (* 16. August 1968) erlangte am 23. Dezember 2010 Bekanntheit, als er sich während einer Rede des Premierministers Emil Boc von einem Balkon der Besuchertribüne des Plenarsaals des rumänischen Parlaments in den Sitzungsraum stürzte.
Der beim rumänischen Staatsfernsehen Televiziunea Română als Beleuchter im Parlamentsgebäude beschäftigte Elektriker wollte gegen die Sparmaßnahmen (→Staatsschuldenkrise im Euroraum) der Regierung protestieren, die eine Kürzung der Unterstützung für seinen 15-jährigen, an Autismus leidenden, Sohn bedeuteten. Sobaru hatte sein T-Shirt beschriftet mit den Worten „Ihr habt uns niedergemäht. Ihr habt die Zukunft unserer Kinder zerstört. Ihr könnt uns Geld und Leben nehmen, aber nicht die Freiheit.“ („Ne-ați ciuruit !!! Ne-ați vîndut și ne ați trădat. Ne-ați ucis viitorul copiilor. Ne puteți lua viața și bani dar nu LIBERTATEA !!!“) Nachdem der Premierminister mit seiner Rede begonnen hatte, stieg Sobaru auf die Balustrade und rief „Das ist für dich, Boc! Ihr habt den Kindern das Geld geklaut“ („Pentru tine Boc! Aţi luat banii copiilor!“). Er hatte lediglich geplant auf dem Balkon einige Worte zu sprechen und nicht zu springen, erlag jedoch einem Kontrollverlust, und ließ sich mit ausgebreiteten Armen fallen. Er fiel sieben Meter tief und überlebte den Sturz mit Knochenbrüchen.
Sobaru beteiligte sich später an Demonstrationen gegen den Sparkurs der Regierung und gilt als „Vater der rumänischen Protestbewegung“.
Eine Reportage von Barbara Supp über den Vorfall war für den Deutschen Reporterpreis 2011 nominiert.